# Valley of the Moon (Lovecraft)
| Recensione              | Giudizio |
| ----------------------- | -------- |
| AllMusic                | [ 1 ]    |
| Dizionario del Pop-Rock | [ 2 ]    |

Valley of the Moon è il primo (ed unico) album discografico del gruppo rock statunitense Lovecraft, pubblicato dalla casa discografica Reprise Records nel dicembre del 1970.

## Tracce
Lato A
1. We Can All Have It Together – 3:55 (Jim Donlinger, Michael Been)
2. Brother I Wonder – 2:22 (Jim Donlinger, Michael Been)
3. Love Has Come to Me – 3:11 (Marty Grebb)
4. Will I Know When My Time Comes – 3:00 (Jim Donlinger, Michael Been, Donlinger)
5. Two Step Tussle – 3:34 (Marty Grebb)
6. Take Me by the Hand – 3:10 (Jim Donlinger, Michael Been)

Lato B
1. Lady Come Softly – 2:36 (Jim Donlinger, Michael Been, Donlinger)
2. The Dawn – 4:56 (Marty Grebb, Ken Wolfson)
3. Never Gonna Go Back – 3:42 (Jim Donlinger, Michael Been, Michael Tegza)
4. Dear – 3:11 (Jim Donlinger, Michael Been)
5. Hopefully We'll All Remain Together – 4:20 (Jim Donlinger, Michael Been)

## Formazione
- Jim Donlinger (ruolo non accreditato)
- Marty Grebb (ruolo non accreditato)
- Michael Been (ruolo non accreditato)
- Michael Tegza (ruolo non accreditato)

Note aggiuntive
- Lovecraft - produttori (per la Jedidiah Strong Smith Productions)
- Registrato al Wally Heider Studio di San Francisco, California (Stati Uniti)
- Steve Barncard - ingegnere delle registrazioni[4]
- Fred Catero - mixdown
- Robert F. Boudreaux - fotografia
- Ringraziamenti speciali a: Bill Graham, Mo Ostin, Fred Catero, Dean Crystal e Bill Traut[5]